# Smith & Wesson M&P
La Smith & Wesson M&P (Military e Police) è una pistola semiautomatica prodotta dalla Smith & Wesson con il castello realizzata in polimero a rinculo corto introdotta nell'estate del 2005. Utilizza un sistema di bloccaggio di tipo Browning. Pur essendo rivolto alle forze dell'ordine, l'M&P è anche ampiamente disponibile sul mercato commerciale.